# Lukáš Gdula
Lukáš Gdula (* 6. Dezember 1991 in Hrochův Týnec) ist ein tschechischer Geher.

## Sportliche Laufbahn
Lukáš Gdula sammelte 2008 erste internationale Wettkampferfahrung im Gehen. Zu Beginn seiner Leichtathletikkarriere trat er, zumindest auf nationaler Ebene, auch in den Langstreckenläufen und im Hindernislauf an. 2009 gewann er die Silbermedaille im 10.000 Meter Bahngehen bei den Tschechischen U20-Meisterschaften. 2010 gewann er bei den nationalen U20-Hallenmeisterschaften die Goldmedaille im 5000-Meter-Gehen. Im März steigerte er sich über 10 km auf eine Zeit von 43:14 min. Er qualifizierte sich für die U20-Weltmeisterschaften, bei denen er im kanadischen Moncton über 10.000 Meter an den Start ging und mit einer Zeit von 46:21,50 min den 18. Platz belegte. 2011 trat er vermehrt in Wettkämpfen auf der 20-km-Distanz an und stellte im September in Naumburg seine Bestleistung von 1:30:26 h auf. Zudem absolvierte Gdula 2011 seine ersten Wettkämpfe über 50 km. 2012 konnte er sich auf dieser Distanz auf eine Zeit von 4:14:56 h verbessern. Über 20 km auf 1:28:34 h. 2013 verbesserte er sich im März erneut und qualifizierte sich mit 1:26:10 h für die U23-Europameisterschaften in Tampere. Den Wettkampf dort absolvierte er in 1:27:10 h und belegte damit den fünften Platz. 2014 belegte Gdula beim Dudinska 50 in der Slowakei den zehnten Platz mit neuer Bestzeit von 4:01:52 h über 50 km. Damit war er für die Europameisterschaften in Zürich und damit seine ersten internationalen Meisterschaften im Erwachsenenbereich, qualifiziert. Dort ging er im August an den Start und landete bei seinem Debüt auf dem 25. Platz.
2015 steigerte sich Gdula beim gleichen Wettkampf erneut, diesmal auf 3:59:03 h. Damit war er für seine erste Teilnahme an den Weltmeisterschaften berechtigt, wurde in Peking allerdings im Laufe des Wettkampfes disqualifiziert. Auch 2016 nahm er wieder im März in der Slowakei über 50 km teil und stellte diesmal seine persönliche Bestleistung von 3:54:29 h auf. Im April schaffte er dies auch über 20 km und verbesserte sich auf 1:25:50 h. Auf der 50-km-Distanz war er für die Olympischen Sommerspiele qualifiziert, bei denen er im August in Rio de Janeiro an den Start ging. Allerdings wurde er auch dort, wie bereits bei den Weltmeisterschaften ein Jahr zuvor, disqualifiziert. 2018 qualifizierte er sich erneut für die Europameisterschaften und landete in Berlin auf dem 21. Platz. 2019 verpasste er es sich für die Weltmeisterschaften in Doha zu qualifizieren. 2020 gewann er auf der 20-km-Distanz seinen bislang einzigen nationalen Meistertitel. Ein Jahr darauf wurde er auf dieser Distanz und über 50 km jeweils Tschechischer Vizemeister. Über seine Platzierung auf der Weltrangliste schaffte er es sich für seine zweite Teilnahme an den Olympischen Sommerspielen zu qualifizieren. Dort ging er Anfang August an den Start und erreichte als Vorletzter das Ziel.

## Wichtige Wettbewerbe
| Jahr                   | Veranstaltung             | Ort                    | Platz                  | Disziplin              | Zeit                   |
| Startet für Tschechien | Startet für Tschechien    | Startet für Tschechien | Startet für Tschechien | Startet für Tschechien | Startet für Tschechien |
| ---------------------- | ------------------------- | ---------------------- | ---------------------- | ---------------------- | ---------------------- |
| 2010                   | U20-Weltmeisterschaften   | Moncton                | 18.                    | 10.000 m Bahngehen     | 46:21,50 min           |
| 2013                   | U23-Europameisterschaften | Tampere                | 5.                     | 20 km Gehen            | 1:27:10 h              |
| 2014                   | Europameisterschaften     | Zürich                 | 25.                    | 50 km Gehen            | 4:08:51 h              |
| 2015                   | Weltmeisterschaften       | Peking                 |                        | 50 km Gehen            | DSQ                    |
| 2016                   | Olympische Sommerspiele   | Rio de Janeiro         |                        | 50 km Gehen            | DSQ                    |
| 2018                   | Europameisterschaften     | Berlin                 | 21.                    | 50 km Gehen            | 4:05:44 h              |
| 2021                   | Olympische Sommerspiele   | Tokio                  | 46.                    | 50 km Gehen            | 4:33:06 h              |
| 2022                   | Europameisterschaften     | München                |                        | 35 km Gehen            | DSQ                    |

## Persönliche Bestleistungen
Freiluft
- 5-km-Gehen: 20:56 min, 16. April 2011, Olmütz
- 10-km-Gehen: 42:17 min, 13. April 2019, Olmütz
- 20 km Gehen: 1:25:50 h, 9. April 2016, Poděbrady
- 35-km-Gehen: 2:48:25 h, 23. April 2022, Dudince
- 50-km-Gehen: 3:54:29 h, 19. März 2016, Dudince

Halle
- 5000-m-Bahngehen: 20:16,5 min, 27. Dezember 2013, Jablonec nad Nisou